# Dnjepr-Donetscultuur
De Dnjepr-Donetscultuur, ook Dnjepr-Doncultuur (ca. 5e-4e millennium v.Chr.) was een neolithische cultuur in het gebied ten noorden van de Zwarte Zee en Zee van Azov tussen de Dnjepr en de Donets in het huidige Oekraïne en Rusland.
Er zijn parallellen met de gelijktijdige Samaracultuur. De Dnjepr-Donetscultuur werd opgevolgd door de jamnacultuur.

## Overzicht
De Dnjepr-Donetscultuur was er een van jager-verzamelaars die de overgang maakten naar een begin van landbouw. De vroegste stadia laten bijna uitsluitend jacht en visserij zien.
Begraving was in grafkuilen, waarbij de overledene met oker werd bedekt. Eenpersoonsgraven komen voor, maar men vindt vaker meervoudige begrafenissen waarbij hetzelfde graf meermalen achtereen werd gebruikt.
Met name door de voorstanders van de koerganhypothese wordt de cultuur gevat binnen een grotere culturele horizon van de beneden-Dnjepr naar de Midden- tot Beneden-Wolga. Volgens deze theorie valt dit gebied binnen de grenzen van de Proto-Indo-Europeanen.
De precieze rol van deze cultuur en haar taal in het ontstaan van de Pontisch-Kaspische culturen zoals Sredny Stog en jamna staat open voor discussie, hoewel verschillende terugkerende kenmerken wijzen op langdurige wederzijdse contacten of onderliggende genetische relaties.
De fysieke overblijfselen zijn beschreven als overwegend laat-cro-magnonide met meer robuste kenmerken dan de graciele mediterrane volkeren van het Balkan-neolithicum.

## Aardewerk
Het vroege gebruik van karakteristiek punt-bodem-aardewerk toont raakvlakken met andere subneolithische culturen die zich aan de periferie van het gebied met neolithische landbouwculturen bevinden.
De speciale vorm van dit aardewerk is gerelateerd aan het vervoer per boomstamkano in draslandgebieden. Vergelijkbaar aardewerk vindt men bij de Ertebøllecultuur in Scandinavië en gerelateerde Swifterbant- in Nederland en Ellerbekcultuur in Noord-Duitsland, het subneolithisch aardewerk van België en Noord-Frankrijk (met inbegrip van niet-bandkeramisch aardewerk zoals de La Hoguette en Villeneuve-Saint-Germaincultuur), de Roucadourcultuur in het zuidwesten van Frankrijk, en de waterrijke gebieden van Noord-Polen en Rusland.
Afgezien van een westelijke uitbreiding naar de Midden-Dnjestr tot aan de monding van de Donau bezette de cultuur het westelijk derde deel van het gebied van de latere jamnacultuur.